# 德国海军第三营营长官邸
36°03′52″N 120°19′13.2″E / 36.06444°N 120.320333°E
德国海军第三营营长官邸旧址位于中国山东省青岛市市南区沂水路9号，建于1899年，是青岛现存最早的德国建筑之一，现为全国文物保护单位青岛德国建筑群的一部分。

## 名称
该建筑在原设计图纸上被称为“11号官邸”（德語：Dienstwohngebäude XI），德占时期文献一般称为，1913年地籍图则称之为。
“第二海军营营部大楼”的译名最初出现于1994年出版的《德国建筑艺术在中国：建筑文化移植》，后来的青岛市历史优秀建筑名单、全国文物保护单位名单，及2000年代的书籍文献大多使用“德国第二海军营营部大楼旧址”之名。但后来经当地学者研究，青岛德占时期的德军主力部队为海军第三营（III. Seebataillon）而非第二营，第二营一直驻扎在德国威廉港，仅八国联军侵华时曾侵入中国，因此“第二海军营营部大楼”的名称实为谬误。

## 历史

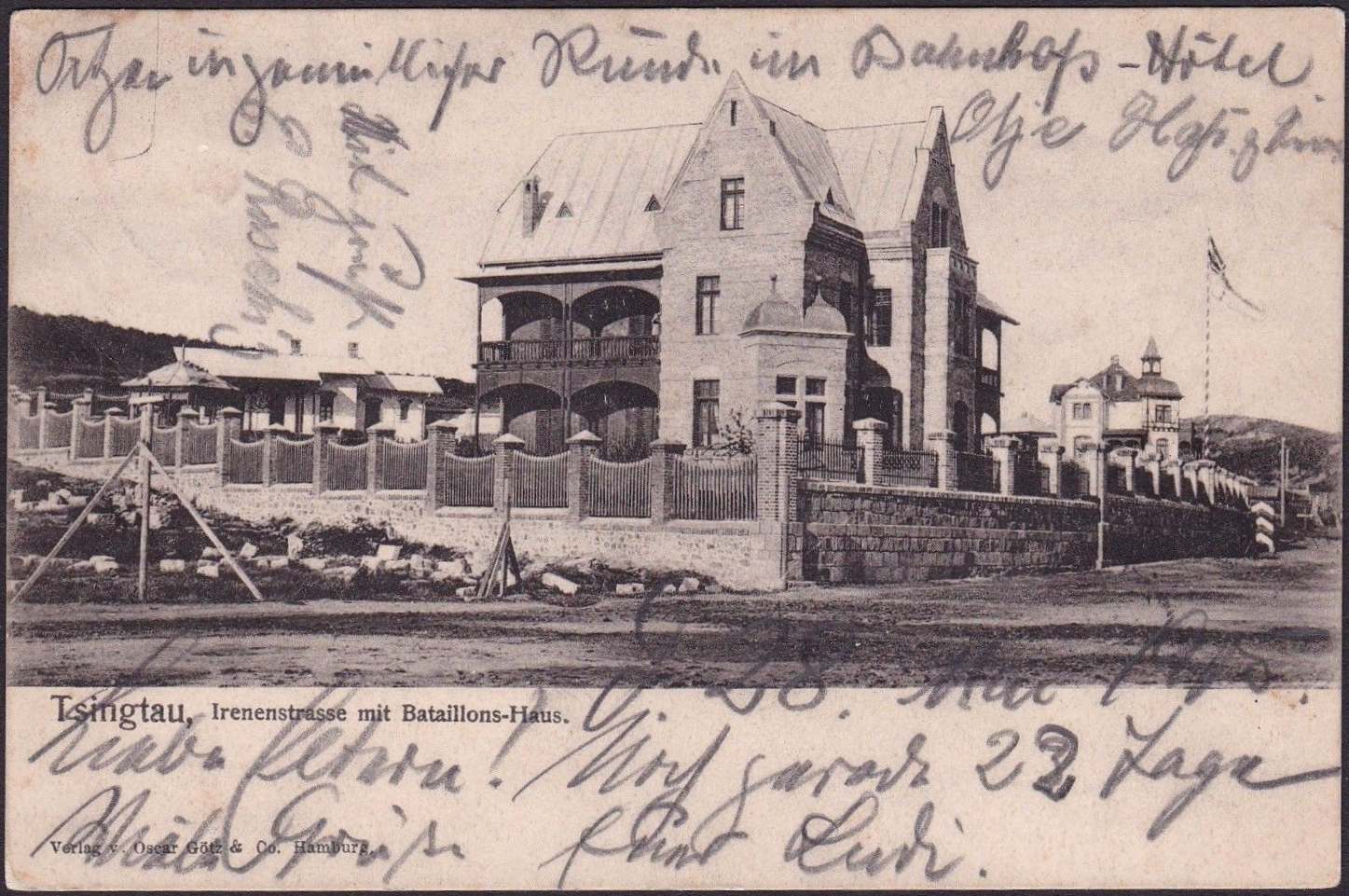
第三营营长官邸旧明信片，1900年代初，右侧远处可见格尔皮克-科尼希别墅

德国海军第三营营长官邸建于1899年，由广包公司（F. H. Schmidt）承建，设计师尚不可考，从风格推测应与东侧不远处同时期建造的格尔皮克-科尼希别墅出自同一设计师之手。该建筑初建时，西侧紧邻胶澳总督府大楼的建设预定地，自建成后即为驻青岛德国海军第三营历任营长的官邸。该楼的第一位住户为第三营营长约翰内斯·克里斯特（Johannes Christ）少校，最后一位住户为末任营长弗里德里希·冯·克辛格（Friedrich von Kessinger）中校。1914年11月日军占领青岛后，该楼改为日本陆军青岛守备军军官住宅。1922年12月北洋政府收回青岛后改为胶防司令孙宗先官邸，后来被胶济铁路管理局买下。1928年春至1930年，该楼为胶济铁路青岛中学学生宿舍。1949年后曾为青岛铁路分局第一招待所，现仍为铁路部门所有。2000年，该建筑以“德国第二海军营营部大楼旧址”之名列入第一批青岛市历史优秀建筑。2006年5月25日列入第六批全国重点文物保护单位青岛德国建筑群扩展名单。

## 建筑特色
第三营营长官邸旧址占地面积3008.68平方米，建筑面积1518.2平方米，砖石木结构，平面呈不规则形状，地上2层，地下1层，建有阁楼。外墙以花岗岩方形石块砌墙基，墙面为黄褐色多孔拉毛墙面，楼层间镶嵌条石，墙角镶嵌隅石。临街东南面与西南面的凸出部各起一座三角形山墙，东南角与西侧设有木制敞廊。西南角建有一处与转角呈45°的凸窗，其顶部处理成绿色盔顶状。东北角设有八角绿色盔顶塔楼，塔楼及周边墙面以木桁架装饰。主入口位于东南角的门廊中。屋顶为红瓦坡屋顶。
楼内中央为宽敞的楼梯间，一楼南侧为书房、客厅与交谊厅，西侧为餐厅，北侧为厨房，二楼有三间卧室、一间衣帽间、更衣室、浴室，东北角的塔楼内为供仆役使用的楼梯，仆役住处位于阁楼。
建筑整体具有德国文艺复兴风格，其建造时代与汇泉湾畔的总督临时官邸相同，但后者为一处木制临时房屋，第三营营长官邸建筑质量优于后者。此外，楼内楼梯柱采用了中式云龙纹浮雕与木雕狮子，此种西式建筑中采用中式装饰元素的现象在青岛德占时期早期建筑较为常见。

## 图集
- 第三营营长官邸旧址，2015年
- 西南立面，2014年
- 东北立面塔楼与木桁架装饰
- 木制敞廊细节

- 第三营营长官邸旧址内部楼梯，2023年
- 楼梯柱木雕狮子装饰
- 木雕楼梯柱
- 木雕云纹装饰